# Brejo Grande do Araguaia
Brejo Grande do Araguaia – miasto i gmina w Brazylii, w stanie Pará. Znajduje się w mezoregionie Sudeste Paraense i mikroregionie Marabá.